# Ottaviano Fabrizio Mossotti
Ottaviano Fabrizio Mossotti (Novara, 17 aprile 1791 – Pisa, 20 marzo 1863) è stato un matematico, fisico e astronomo italiano.

## Biografia

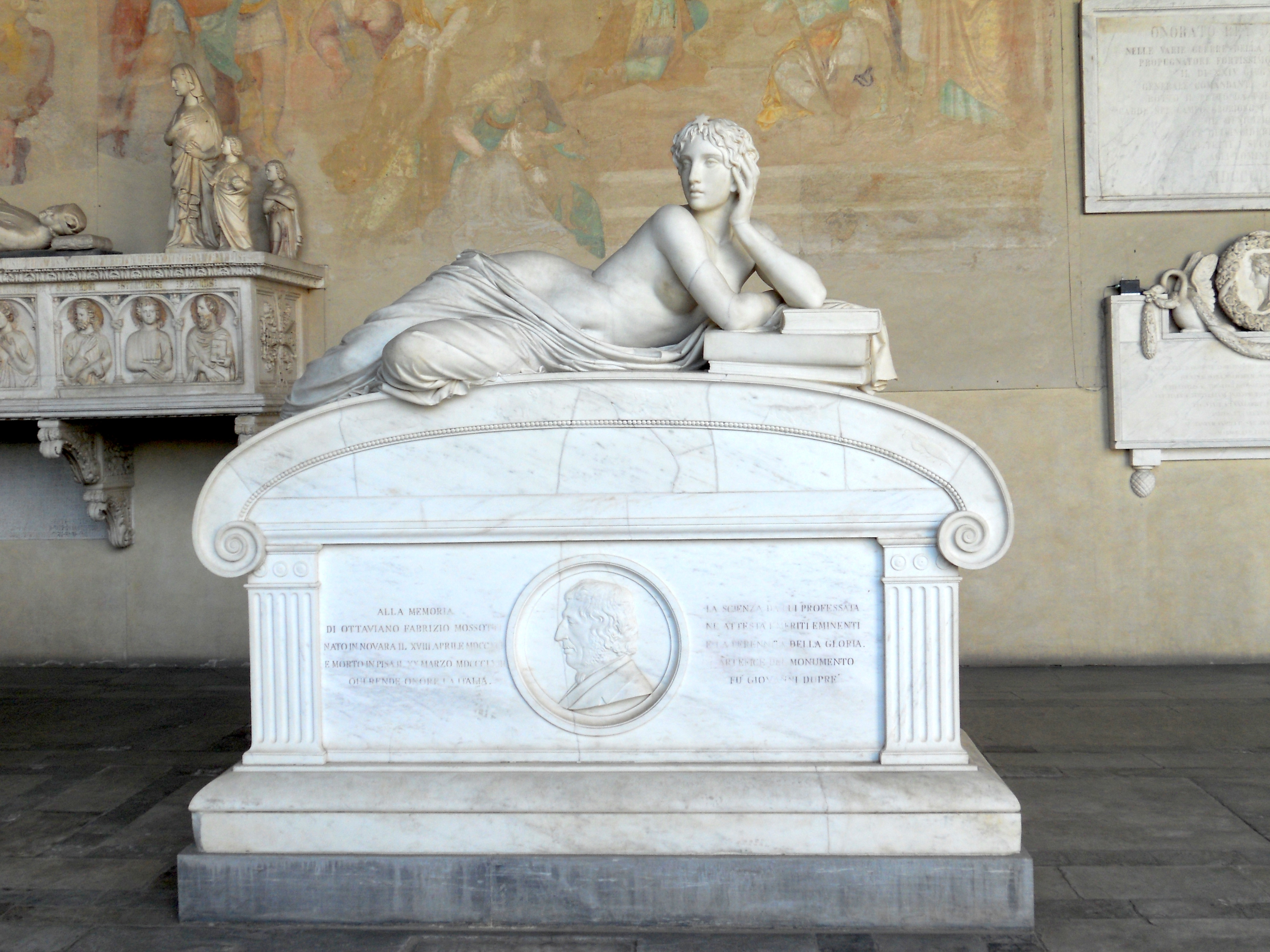
Monumento funebre di Mossotti con l'allegoria dell'Astronomia, opera di Giovanni Duprè. Camposanto monumentale, Pisa.

Nato a Novara da famiglia agiata originaria di Carpignano Sesia, dopo gli studi secondari a Novara, frequentò l'Università degli Studi di Pavia, dove fu allievo di Vincenzo Brunacci e si laureò con il massimo dei voti il 6 giugno 1811. Dopo un paio di anni trascorsi all'Università di Pavia come uditore, nel 1813 cominciò a lavorare all'Osservatorio astronomico di Brera, dove ebbe i primi successi scientifici.
Di simpatie liberali (collaborò anche al Conciliatore), nel 1823 la polizia austriaca ebbe notizia di suoi contatti con seguaci di Filippo Buonarroti e di un suo coinvolgimento nelle turbolente vicende del 1820-21, circostanza che lo costrinse ad espatriare: prima in Svizzera, poi a Londra ed infine, nel 1827, a Buenos Aires. In Argentina svolse un'intensa attività come astronomo, topografo, matematico, fisico e meteorologo. Fu anche professore presso l'Università di Buenos Aires.
Nel 1835, tornato in Italia, ebbe la possibilità di essere nominato direttore dell'Osservatorio di Bologna, ma la nomina fu osteggiata dagli austriaci. Grazie a Giovanni Plana, trovò quindi ospitalità a Torino, dove stampò un lavoro di risonanza internazionale, Sur les forces qui régissent la constitution intérieure del corps (1836), elogiato da Michael Faraday. Ottenne quindi un posto presso l'Università Jonia di Corfù. 

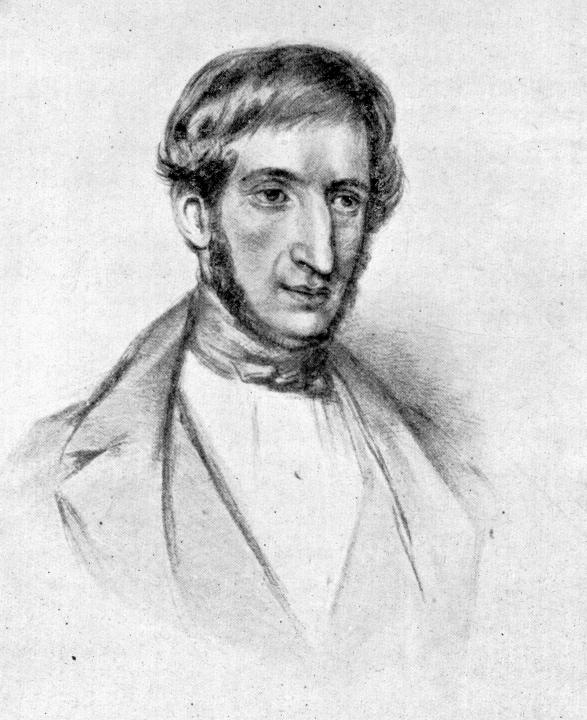
Ritratto

Nel 1840, nel quadro del rilancio dell'attività scientifica dell'ateneo voluto dal governo granducale, Mossotti fu poi chiamato a Pisa per insegnare Fisica matematica e Meccanica celeste. Qui, dove ebbe tra gli allievi Enrico Betti, fu tra i fondatori della scuola matematica pisana. Nel 1848 partecipò alla battaglia di Curtatone e Montanara come comandante del Battaglione universitario pisano.
Nel 1859 fu membro della Consulta di Stato della Toscana ed il 20 gennaio 1861 fu nominato senatore del Regno. Morì nel 1863; il suo artistico monumento funebre, scolpito da Giovanni Duprè, si trova nel Camposanto di Pisa e raffigura un'allegoria di Urania, musa dell'astronomia (sotto di essa si possono notare una metà dei segni zodiacali).
A lui inoltre sono state dedicate una via a Novara, una a Milano, una a Firenze una a Roma, una a Pisa.

## Risultati scientifici
Dopo i primi lavori di idraulica (settore al quale era stato avviato dal maestro Brunacci e sul quale sarebbe tornato negli anni successivi), ebbe i primi risultati di rilievo nel campo della meccanica celeste, elaborando un metodo più semplice di quelli allora noti per determinare le orbite dei corpi celesti sulla base di quattro osservazioni. Trattò il problema delle interazioni molecolari proponendo un modello capace di spiegare vari fenomeni e in particolare le proprietà dei dielettrici. Il modello, secondo il quale l'etere che circonda le molecole, condensandosi in modo asimmetrico, le polarizza, fu ripreso da Rudolf Clausius, portando all'equazione di Clausius-Mossotti, ma soprattutto indusse James Clerk Maxwell a concepire la corrente di spostamento che, introdotta nelle sue equazioni, portò all'intuizione teorica delle onde elettromagnetiche.
Nel campo dell'ottica elaborò una teoria delle aberrazioni che fu applicata da Giovanni Battista Amici nella costruzione di efficienti strumenti ottici.

## Onorificenze e riconoscimenti
Gli è stato dedicato un asteroide, 4542 Mossotti.
A Novara è stato intitolato a suo nome un Istituto Tecnico Commerciale; a Carpignano Sesia la Scuola Media.

## Pubblicazioni

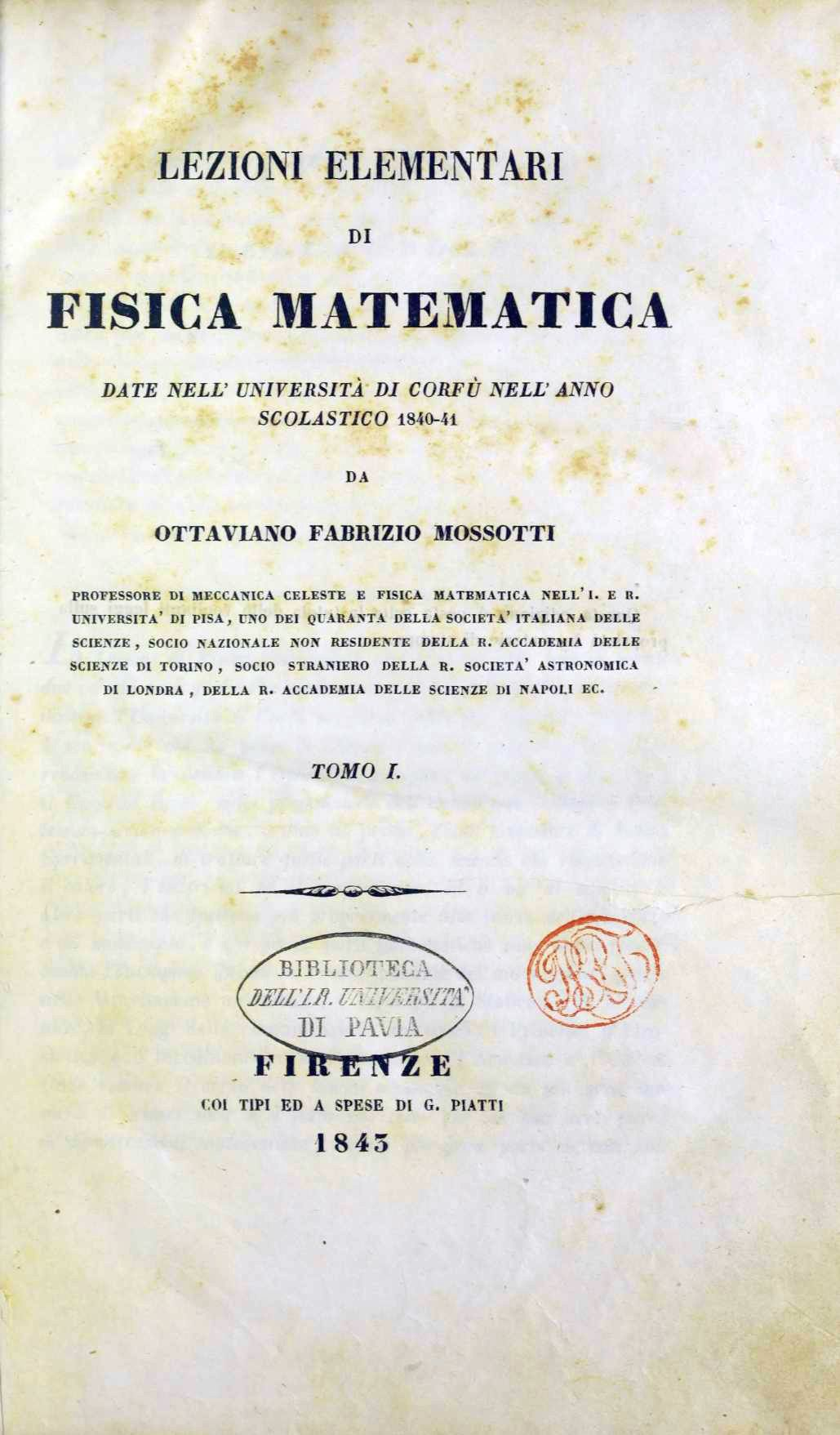
Lezioni elementari di fisica matematica, 1843

- (EN) On the variation in the mean motion of the Comet of Encke, 1824.
- Lezioni elementari di fisica matematica, vol. 1, Firenze, Guglielmo Piatti, 1843.
- Lezioni elementari di fisica matematica, vol. 2, Firenze, Guglielmo Piatti, 1845.
- Lezioni di meccanica razionale.
- Astronomia. Sulla costituzione del sistema stellare di cui fa parte il sole, discorso di O. F. Mossotti Mossotti O. F. Biblioteca Italiana ossia Giornale di letteratura scienze ed arti, Volume 96, Fascicolo (nov, 1839), p. 263, su emeroteca.braidense.it.
- Dell'azione delle forze molecolari nella produzione dei fenomeni di capillarità, di O. F. Mossotti Mossotti O. F. Biblioteca Italiana ossia Giornale di letteratura scienze ed arti, Volume 98, Fascicolo (apr, 1840), p. 63, su emeroteca.braidense.it.
- Matematica - Sur les forces qui régissent la constitution intérieur des corps etc, par O. F. Mossotti Mossotti O. F. Biblioteca Italiana ossia Giornale di letteratura scienze ed arti, Volume 84, Fascicolo (dic, 1836), p. 278, su emeroteca.braidense.it.
- Nota sopra un fenomeno capillare osservato dal dottore Young, di O. F. Mossotti suddetto Mossotti O. F. Biblioteca Italiana ossia Giornale di letteratura scienze ed arti, Volume 98, Fascicolo (giu, 1840), p. 365, su emeroteca.braidense.it.
- Su di un passo di Dante nel IX Canto del Purgatorio, prolusione di O. F. Mossotti Mossotti, su emeroteca.braidense.it.